# Кабала (вчення)
Кабала́ (івр. קַבָּלָה Каббала, «одержання, прийняття, переказ») — духовне містично-філософське вчення юдаїзму, основними джерелами якого вважаються юдейські релігійні книги Йєцира, Багир, Зоар і писання Арі (рабина Іцхака Лурія Ашкеназі, відомого як Арізаль); це теософське вчення з вираженими елементами містики і магії (теургії). Кабала прямо або побічно впливала на багатьох філософів і вчених протягом історії людства, набула значної популярності в сучасності. На Кабалі базуються єврейські громадсько-політичні й релігійні рухи останніх сторіч — зокрема релігійний сіонізм і хасидизм.
У статті «Суть науки Кабала» Юда (Єгуда) Ашлаг (відомий під псевдонімом Бааль Сулам) визначив науку Кабалу, як:
|  | Причинно-наслідковий порядок сходження духовного коріння, що підкоряється постійним і абсолютним законам, які зв'язані між собою і направлені на одну піднесену мету, звану «розкриття Творця Його творінням в цьому світі. |

Найбільша у світі колекція літератури про кабалу зберігається в Національній бібліотеці Ізраїлю в місті Єрусалим.

## Огляд

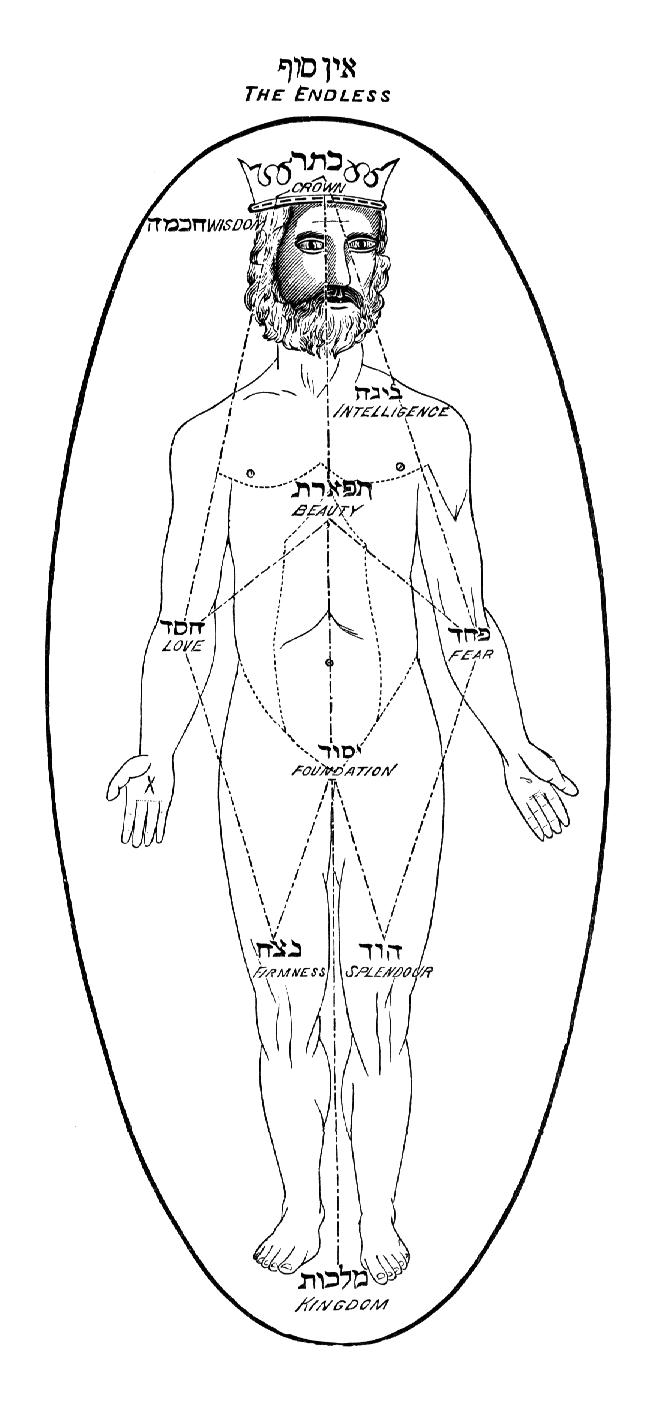
Адам Хадмон — діаграма, що ілюструє сфірот (божественні атрибути). (З Крістіана Гінзбурга, Кабала - її доктрини, розвиток і література)

Кабалістичне «Дерево життя» з десятьма сефіротами та 22 єврейськими літерами, як вони представлені в Сефер Єціра (Книга становлення).

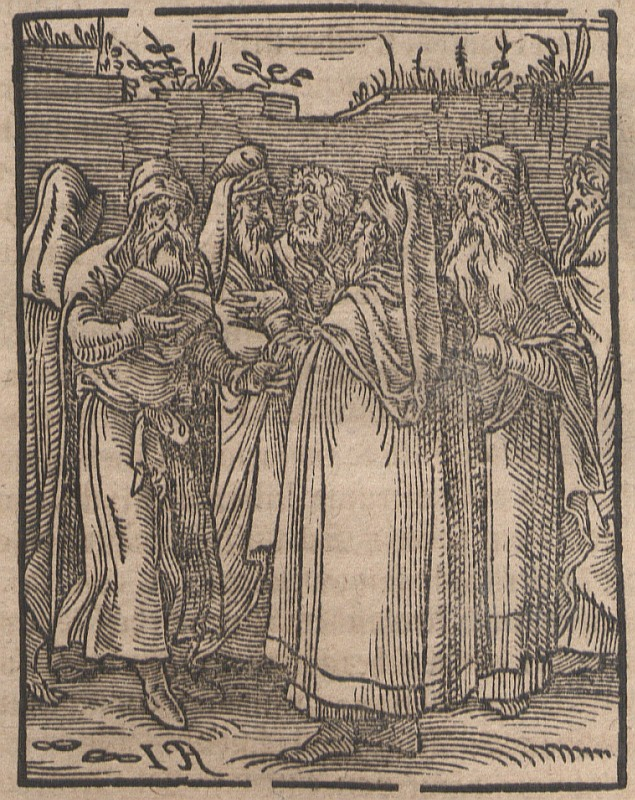
Єврейські кабалісти зображені в 1641 році; ксилографія на папері. Бібліотека Саксонського університету, Дрезден.

Кабала — стародавнє вчення, хоча сама назва «кабала» (івр. קבלה) — середньовічна. В Талмуді термін «кабала» часто використовується для позначення пророчих книг. Зате саме таємне вчення кабали в Талмуді позначається термінами «Маасе Берешіт» (Творіння Початку) та «Маасе Меркава» (Творіння Колісниці).
Кабала з'явилася в XII—XIII століттях і до кінця XVI століття завоювала практично всі центри юдаїзму. У пізнішій єврейській ортодоксії вплив кабали залишався переважаючим. Наприклад, рух «Гуш Емунім» (на івриті — «Блок віруючих» — украй права організація, що представляє релігійних поселенців на окупованих територіях) в значній мірі ґрунтується на кабалістичних ідеях.
Згідно з кабалою, Всесвітом правлять кілька божеств різного вигляду і сили, породжених неясною, далекою Першопричиною. Ця Першопричина породила спочатку бога чоловічої статі, що іменується «Батьком» або «Мудрістю», а потім богиню «Мати» або «Знання». Від їхнього шлюбу народилося два молодих бога: «Син», що іменується «Маленька особа» або «Святий благословенний» і «Дочка», іменована «Пані» (або «Матроніт», слово, що походить від латинського «матрона» — пані), «Шехина», «Цариця» тощо. Ці два молодих божества також повинні були з'єднатися, але цьому перешкодили махінації Сатани — дуже важливої і самостійно діючої особи. Створення світу було задумане Першопричиною з метою з'єднання молодих богів, але через гріхопадіння вони розділилися ще сильніше, ніж раніше, так що Сатана зміг наблизитися до божественної Дочки і навіть зґвалтувати її. Єврейський народ був створений для виправлення збитку, нанесеного світу Адамом і Євою, і біля гори Синай це виправлення тимчасово відбулося: бог Син, що утілився в Мойсеєві, з'єднався з богинею Шехиною. Гріх поклоніння «золотому тільцеві» знову розлучив божественну чету, але розкаяння євреїв дещо поправило справу. Таким чином, кожна подія біблейської історії євреїв зв'язується кабалою зі з'єднанням або роз'єднанням божественної пари. Завоювання євреями Палестини і побудова першого і другого Храму сприятливі для їхнього єднання, тоді як руйнування храмів і вигнання євреїв зі Святої Землі зовнішні знаки не тільки божественного роз'єднання, але і реальної «розпусти з чужими богами». Дочка підпадає під владу Сатани, а Син приймає на своєму ложі різних сатанинських персонажів жіночої статі замість своєї законної дружини.
Борг благочестивого єврея — відновити шляхом молитви і релігійних діянь божественну єдність. Тому перед здійсненням багатьох ритуалів, через які кожен релігійний єврей проходить щодня, проголошується таке кабалістичне заклинання: «В ім'я зустрічі Святого благословенного і його Шехини». Єврейські вранішні молитви організовані так, щоб сприяти цьому сексуальному єднанню, хай і тимчасовому. Послідовність частин молитви містично відповідає різним етапам цього єднання: спочатку богиня наближується до бога зі своїми прислужниками, потім бог обіймає її за шию і пестить її перси, і, нарешті, передбачається здійснення статевого акту.
Інші молитви або релігійні дії, як пояснюють кабалісти, задумані для обману різних янголів (тобто нижчих божеств, що володіють лише деякою мірою самостійності), або щоб вмилостивити Сатану. У певний момент уранішньої молитви єврей вимовляє декілька рядків на арамейській мові (а не на івриті). Вважається, що арамейська вставка допоможе обдурити янголів, що охороняють ворота, через які молитви піднімаються до неба. Янголи, що мають владу не пропустити молитви благочестивих євреїв, розуміють тільки іврит і губляться, почувши арамейські фрази (вважають, що вони куди більш дурніші за кабалістів). Вони відкривають ворота, і у цей момент всі молитви, включно з вимовленими на івриті, проходять на Небеса. Ще один приклад: до і після їжі благочестивий єврей омиває руки, вимовляючи спеціальне благословення. Вперше він звертається до Бога, сприяючи божественному єднанню Сина і Дочки, вдруге — до Сатани, якому подобаються єврейські молитви і ритуали. Це відволікає його на якийсь час, і він перестає докучати божественній Дочці. Кабалісти вірять, що деякі з жертвоприношень в Храмі призначалися для Сатани. Наприклад, сімдесят волів, що приносять в жертву протягом семи днів «свята кущів» (Суккот), імовірно призначалися для Сатани, владики язичників. Вони повинні були зайняти його з тим, щоб він не втручався в святкування восьмого дня, коли жертви приносяться Богові. Можна привести масу подібних прикладів.
Слід звернути увагу на деякі деталі цієї системи, важливі для правильного розуміння юдаїзму, як класичного, так і сучасного, такого, що бере активну участь в політичній сіоністській практиці.
Перш за все, кабалу аж ніяк не можна вважати монотеїзмом, як не зараховуємо ми до нього індуїзм, греко-римську античну або навіть староєгипетську релігії.
По-друге, легкість, з якою ця система була прийнята, викриває саму суть класичного юдаїзму. Віра і вірування (за винятком націоналістичних) грали нікчемну роль в класичному юдаїзмі. Головним в нім був обряд, а не теологія, яку він теоретично мав відображувати. Тому в часи, коли певна частина релігійних євреїв відкидає кабалу (як зараз), деякі євреї, здійснюючи обряди, вважають, що поклоняються Богові. Оскільки обряди у них ті ж самі, євреї можуть молитися разом і навіть залишатися членами однієї і тієї ж релігійної спільноти, незважаючи на теологічну ворожнечу. Але якби хтось запропонував не теологічне нововведення, а нововведення, що стосується, наприклад, обряду омивання рук, справа кінчилася б справжнім розколом.

## Ставлення до Кабали
Нині існує кілька поглядів на Кабалу:
- релігійний
- науковий
- поп-артний

## «Поп-кабала»
У наш час вчення про Кабалу є доволі популярним. Так, наприклад, Мадонна сповідує Кабалу, і всіляко за це агітує.

### Кабалістичні групи та напрями
- Кабала і хасидизм [Архівовано 10 грудня 2008 у Wayback Machine.]
- Центр вивчення Кабали Філіпа Берга. [Архівовано 23 березня 2022 у Wayback Machine.]
- Бней Барух — Міжнародна Академія Кабали М. Лайтмана [Архівовано 6 жовтня 2008 у Wayback Machine.]
- Ортодоксальна єшива «Толдот Йєшурон»
- Єшива Моше Шломо Слуцкера [Архівовано 12 грудня 2008 у Wayback Machine.]
- Кабалістичний бейт мідраш рава Авраама Ґотліба [Архівовано 20 березня 2022 у Wayback Machine.]
- kabbalah-sefer.co.il [Архівовано 23 квітня 2021 у Wayback Machine.]
- Єврейська релігія і філософія
- Єврейська філософія і кабала [Архівовано 17 лютого 2010 у Wayback Machine.]